# Sheraton New York Times Square Hotel
Le Sheraton New York Times Square Hotel est un gratte-ciel hôtel de cinquante-et-un étages, haut de 153 mètres, situé près de Times Square dans Midtown Manhattan, à New York. Il fait face à la 7e Avenue, la 52e Rue et 53e Rue. Il est construit en 1962 sous le nom d’Americana Hotel par la Loews Corporation. C'est l'un des cent hôtels les plus hauts du monde et l'un des hôtels les plus hauts de New York.

## Site et architecture
L'adresse exacte du gratte-ciel est au 811 de 7e Avenue, dans le quartier de Midtown Manhattan. L'immeuble occupe un terrain rectangulaire composant la moitié ouest d'un bloc encadré par la 7e Avenue à l'ouest, la 52e Rue au sud, la 7e Avenue à l'est et la 53e Rue au nord.